# Huntsham Castle

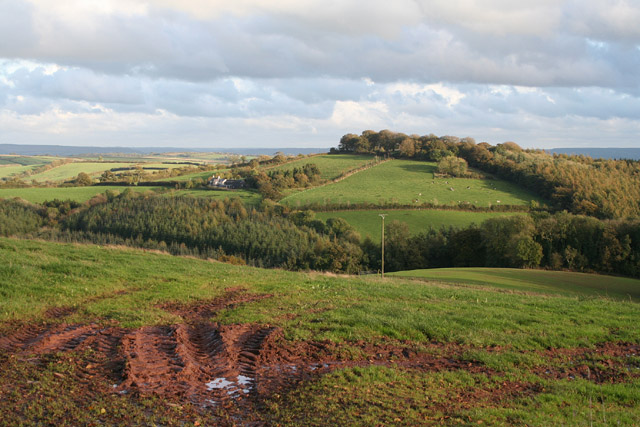
Huntsham Castle

Huntsham Castle ist ein Hillfort der Eisenzeit beim Dorf Huntsham in der englischen Grafschaft Devon. Die Anlage gilt als Scheduled Monument.
Sie liegt auf 260 Meter Seehöhe am Rande der ehemaligen Gemeinde Tiverton. Das Hillfort ist als ovales Gehege erhalten, das einen Bereich definiert, der leicht nach Süden abfällt und einen Durchmesser von etwa 150 m hat. Es ist allseitig durch einen Wall begrenzt, dessen Höhe im Inneren von 1,0 m bis 2,4 m  variiert und der auf der Nordseite eine größere Höhe aufweist. Außen ist der Wall bis zu 2,9 m hoch. Um den Wall befindet sich ein bis zu 5,4 m breiter und 0,4 m tiefer Graben.